# 35
Cette page concerne l'année 35  du calendrier julien. Pour l'année 35 av. J.-C., voir 35 av. J.-C. Pour le nombre 35, voir 35 (nombre).
L'année 35 est une année commune qui commence un samedi.

## Événements
- En Perse, le roi parthe Artaban III doit céder le trône à Tiridate III (35-36). Artaban récupère son trône l'année suivante grâce à l'intervention d'Izatès II, le roi d'Adiabène[1].
- Intervention romaine en Arménie après la mort Artaxias III Zénon (34-35). Le roi perse Artaban II impose son fils Arsace, auquel Tibère oppose Mithridate, frère de Pharsman Ier d'Ibérie[2].
- Lucius Vitellius est nommé gouverneur de Syrie[1].
- Affaire du Corbeau du temple de Castor et Pollux, à Rome : un oiseau né d'une couvée sur le temple, connu pour saluer les statues de l'Empereur romain Tibère, est tué par un cordonnier. L'artisan est massacré par la population et le corbeau a droit à des funérailles publiques dans la ville[3].